# Interclub atletiek België 2010
De Interclub atletiek België 2010, ere-afdeling KBAB, werd gehouden in Dampicourt op 15 mei 2010 voor vrouwen en in Vilvoorde op 16 mei 2010 voor mannen.

## Vrouwen
| Plaats | Club                           | Punten |
| ------ | ------------------------------ | ------ |
| 1      | Vilvoorde Atletiek Club        | 160    |
| 2      | Daring Club Leuven Atletiek    | 145    |
| 3      | AC Waasland                    | 142    |
| 4      | Club Athlétisme Brabant Wallon | 120    |
| 5      | AC Break                       | 105,5  |
| 6      | Atletic club Dampicourt        | 103,5  |
| 7      | Olympic Essenbeek Halle        | 100    |
| 8      | Atletiek club Volharding       | 100    |
| 9      | KAA Gent                       | 100    |
| 10     | Regio Oost Brabant Atletiek    | 94     |
| 11     | Atletiek Club Herentals        | 88     |
| 12     | Union Atletique Hautes Fagnes  | 81     |

Atletiek Club Herentals en Union Atletique Hautes Fagnes degraderen respectievelijk naar de ere-afdeling VAL en de Elite LBFA. Zij worden vervangen door de promovendi AC Meetjesland en RFC Liege.

## Mannen
| Plaats | Club                           | Punten |
| ------ | ------------------------------ | ------ |
| 1      | RFC Liege                      | 159    |
| 2      | Daring Club Leuven Atletiek    | 158    |
| 3      | Vilvoorde Atletiek Club        | 144    |
| 4      | Racing Club Gent Atletiek      | 137    |
| 5      | Royal Excelsior Sport Club     | 135,5  |
| 6      | Atletiek Club Herentals        | 134    |
| 7      | Club Atlethisme Brabant Wallon | 133    |
| 8      | Atletiek club Volharding       | 125    |
| 9      | Atletic club Dampicourt        | 125    |
| 10     | Dilbeek Atletiek Club          | 116    |
| 11     | Flanders Atletiekclub          | 114,5  |
| 12     | Sambre et Meuse Atletic Club   | 81     |

Flanders Atletiekclub en Sambre et Meuse Atletic Club degraderen respectievelijk naar de ere-afdeling VAL en de Elite LBFA. Zij worden vervangen door de promovendi Zwijndrecht Atletiek Team en Union Atletique Hautes Fagnes.